# 九州忍者保存協会
九州忍者保存協会（きゅうしゅうにんじゃほぞんきょうかい）は、佐賀県嬉野市嬉野温泉にある元祖忍者村 嬉野温泉 肥前夢街道が本部となり、九州に残る忍者文化の保存や、九州で活動する忍者たちを支援する団体である。略称は九忍会（くにんかい）。

## 概要
2011年（平成23年）9月より加盟・提携団体を募り、2012年（平成24年）1月に団体発足。現在では加盟13団体（九州5県）、提携12団体となる。総本部は佐賀県の肥前夢街道に置き、初代頭目は肥前夢街道の剣源蔵が就任。副頭には熊本県の肥後の旋風（ひごのかぜ）高見忠尚、長崎県の維新館（いしんかん）立石道淳が就任。
2012年（平成24年）12月には、東京ヤクルトスワローズのマスコットキャラクター・つば九郎がFA宣言を行った際、いち早くオファーをかけた。忍者業界から野球界へのオファーということで新聞各社などで取り上げられ話題となった。
2013年10月8日、佐賀県の認証がおり、任意団体から特定非営利活動法人（NPO法人）に組織変更する。
2015年から、佐賀県嬉野市の補助事業として、「うれしの温泉 忍者フェスタ」を毎年開催している。
2019年3月22日、佐賀忍者「田原安右衛門」の末裔である、佐賀県嬉野市在住の八谷茂樹氏が顧問に就任。

## 協会役員
- 設立：2012年1月8日（2013年10月8日にNPO法人に組織変更）
- 理事長：河野進也（肥前夢街道）
- 副頭：高見忠尚（肥後の旋風）
- 副頭：立石道淳（長崎オランダ村）
- 理事：宮瀬昇次郎（筑前塾）
- 監事：野上康弘（福岡忍衆）
- 顧問：八谷茂樹（佐賀忍者 田原安右衛門の末裔）
- 名誉会長：澤田秀雄（ハウステンボス株式会社）
- 本部：佐賀県嬉野市嬉野町大字下野甲716-1
- 支部・事業所・出張所：福岡県・佐賀県・長崎県・熊本県・宮崎県

## 加盟団体
| 団体名                | 読み                          | 支部         | 支部長       | 備考                                                             |
| --------------------- | ----------------------------- | ------------ | ------------ | ---------------------------------------------------------------- |
| 博多忍塾              | はかたしのびじゅく            | 博多支部     | 米村矢一     | 主に劇団やプロダクションの芝居・殺陣指導など                     |
| 秋月忍衆 黒鷹         | あきづきしのびしゅう くろくち | 秋月支部     | 月光疾風     | 秋月忍者の歴史を伝承 忍者文献の解読や技の鍛錬                    |
| 宏龍会                | こうりゅうかい                | 飯塚支部     | 小野宏文     | 十字手裏剣や棒手裏剣、武術の練磨など                             |
| 筑前塾                | ちくぜんじゅく                | 直方支部     | 宮瀬昇次郎   | 手裏剣・古武術・空手・スポーツチャンバラ・歴史保存文化活動       |
| サラ忍マン            | さらにんまん                  | 福岡支部     | サラ忍マン   | 福岡市のIT企業に勤める忍者頭巾をかぶったサラリーマン             |
| 福岡忍衆              | ふくおかしのびしゅう          | 篠栗支部     | 勢門         | 福岡忍衆はお遍路の町篠栗に忍ぶ忍者集団です                       |
| 元祖忍者村 肥前夢街道 | ひぜんゆめかいどう            | 総本部       | 河野進也     | 忍者村テーマパーク「肥前夢街道」の運営                           |
| PROJECT-K             | ぷろじぇくとけい              | 佐賀県支部   | 疾風丸       | マツバライザーKの人間の姿 葉隠忍者疾風丸として加盟               |
| 南蛮流 和華蘭くノ一衆 | なんばんりゅう わからん       | 島原支部     | ぐれい寿     | 南蛮流忍術継承                                                   |
| 長崎オランダ村        | ながさきおらんだむら          | 長崎支部     | 立石道淳     | 海外のお客様が多い長崎オランダ村で、日本文化伝承を行っています   |
| 肥後の旋風            | ひごのかぜ                    | 熊本支部     | 肥後のタカ丸 | 熊本城観光ボランティア                                           |
| 相良忍軍              | あいらにんぐん                | 人吉球磨支部 | 獅子罹闇     | 熊本県人吉球磨地区のイベント等で忍者ボランティア活動を行っている |
| ひむか一族            | ひむかいちぞく                | 宮崎支部     | 日向 玄心斎  | 棒手裏剣（近藤流）、十字手裏剣の普及、修験滝行など。             |
| 中忍                  | ちゅうにん                    | 筆頭中忍     | 深川十兵衛   | 中忍（個人会員）を取りまとめる筆頭中忍                           |

## 提携団体
| 団体名                 | 読み                       | 地域     | 代表者   | 備考                                                   |
| ---------------------- | -------------------------- | -------- | -------- | ------------------------------------------------------ |
| 武蔵一族               | むさしいちぞく             | 東京都   | 柴田朱雀 | 徳川幕府の隠密武芸継承 国際親善活動                    |
| 九州武者同盟           | きゅうしゅうむしゃどうめい | 九州全域 | 高橋裕子 | 九州内で活動する武者たちに横の繋がりを持たせた団体です |
| 佐賀葉隠砲術隊         | さがはがくれほうじゅつたい | 佐賀県   | 服部活寛 | 佐賀鍋島藩伝来のアームストロング砲を伝承する団体です   |
| 忍者の里チビッ子忍者村 | ちびっこにんじゃむら       | 長野県   | かすけ   | 長野県（戸隠）の忍者の里「チビッ子忍者村」             |
| 愛知忍者連盟           | あいちにんじゃれんめい     | 愛知県   | 疾風の刃 | 愛知県犬山市の忍術道場が本部となる忍者集団             |